# Acide 1,3-bisphosphoglycérique
 (août 2023).
L’acide 1,3-bisphosphoglycérique — ou 1,3-bisphosphoglycérate sous forme anionique, abrégée en 1,3-BPG — est un composé organique présent dans le cytoplasme des cellules de tous les êtres vivants. Seul l'énantiomère 1,3-bisphospho-D-glycérate est biologiquement actif[à développer]. Il intervient selon les cas comme métabolite de la glycolyse en relation avec la chaîne respiratoire ou comme intermédiaire du cycle de Calvin en relation avec la photosynthèse.

## Rôle dans la glycolyse

### Biosynthèse
|                                                         | + NAD+ + Pi {\displaystyle \rightleftharpoons } NADH + H+ + |         |
| G3P                                                     |                                                             | 1,3-BPG |
| Glycéraldéhyde-3-phosphate déshydrogénase – EC 1.2.1.12 |                                                             |         |

Le 1,3-bisphospho-D-glycérate (1,3-BPG) résulte de la phosphorylation du D-glycéraldéhyde-3-phosphate (G3P) par la glycéraldéhyde-3-phosphate déshydrogénase avec réduction concomitante d'une molécule de NAD+ en NADH + H+ ; c'est la seule étape de la glycolyse où est formé du pouvoir réducteur, sous forme de NADH + H+. Cette réaction est équilibrée du point de vue de la charge électrique et du nombre d'atomes d'hydrogène par le fait que le phosphate inorganique (Pi) existe, dans le milieu cytoplasmique, sous forme d'ion hydrogénophosphate HPO42−.

### Dégradation
|                                      | + ADP {\displaystyle \rightleftharpoons } ATP + |     |
| 1,3-BPG                              |                                                 | 3PG |
| Phosphoglycérate kinase – EC 2.7.2.3 |                                                 |     |

Le groupe phosphate à haut potentiel de transfert du 1,3-BPG permet ensuite de phosphoryler une molécule d'ADP en ATP avec formation de 3-phospho-D-glycérate (3PG) sous l'action de la phosphoglycérate kinase ; c'est la première étape de la glycolyse où de l'énergie est récupérée sous forme réutilisable, emmagasinée dans l'ATP.

### Bilan
Deux molécules d'ATP avaient été consommées pour convertir le D-glucose en β-D-fructose-1,6-bisphosphate (Fru-1,6-BP) au début de la glycolyse. Chaque molécule de Fru-1,6-BP donnant par la suite deux molécules de 1,3-BPG, la dégradation de ce dernier permet de récupérer l'investissement énergétique du début de cette voie métabolique. Le gain net de deux ATP sera réalisé à l'étape finale du processus, par la conversion du phosphoénolpyruvate en pyruvate.

## Rôle dans le cycle de Calvin
| Biosynthèse | Biosynthèse                                     | Biosynthèse |  | Dégradation | Dégradation                                                   | Dégradation |
|             | + ATP {\displaystyle \rightleftharpoons } ADP + |             |  |             | + NADPH + H+ {\displaystyle \rightleftharpoons } NADP+ + Pi + |             |
| 3PG         |                                                 | 1,3-BPG     |  | 1,3-BPG     |                                                               | G3P         |
Les réactions de synthèse et de dégradation du 1,3-BPG sont inversées dans le cycle de Calvin par rapport à la glycolyse, à la différence près que le NADPH + H+ est utilisé pour réduire le 1,3-BPG dans le cycle de Calvin alors que le 1,3-BPG est synthétisé dans la glycolyse par oxydation au NAD+.

## Rôle dans l'oxygénation du sang
Chez l'homme, environ une molécule de 1,3-BPG sur cinq est détournée de la glycolyse dans les érythrocytes par la bisphosphoglycérate mutase, qui catalyse son isomérisation en 2,3-bisphospho-D-glycérate (2,3-DPG) :
|                                         | {\displaystyle \rightleftharpoons } |                            |
| 1,3-bisphospho-D-glycérate              |                                     | 2,3-bisphospho-D-glycérate |
| Bisphosphoglycérate mutase – EC 5.4.2.4 |                                     |                            |
Le 2,3-DPG agit en stabilisant la forme désoxy de l'hémoglobine, ce qui favorise la libération de l'oxygène, rendant le transport de ce dernier plus efficace dans le sang. Dans la mesure où le taux de 1,3-BPG tend globalement à s'accroître quand le taux d'oxygène atmosphérique diminue, le taux de 2,3-DPG croît également, de sorte que la courbe d’affinité de l'hémoglobine pour l'oxygène s'ajuste afin d'optimiser le transport de ce gaz dans le sang lorsque la pression partielle de ce gaz tend à baisser.